# Décès en décembre 2012

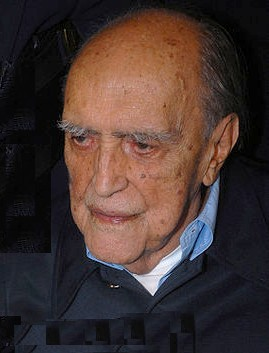
Brasilia - L'architecte Oscar Niemeyer, responsable du projet, lors de la cérémonie d'inauguration de la Bibliothèque nationale de Brasilia.

Décès
- 2008
- 2009
- 2010
- 2011
- 2012
- 2013
- 2014
- 2015
- 2016

Pour une information complémentaire, voir la page d'aide.

| Date         | Nom                       | Activités                                                                               | Âge      | Source |
| ------------ | ------------------------- | --------------------------------------------------------------------------------------- | -------- | ------ |
| 1er décembre | Jovan Belcher             | Joueur américain de football américain.                                                 | 25       |        |
| 1er décembre | José Bénazéraf            | Réalisateur, scénariste et producteur français de cinéma.                               | 90       |        |
| 1er décembre | Bhim Bahadur Tamang       | Homme politique népalais.                                                               | 78       | (en)   |
| 1er décembre | Phil Taylor               | Joueur et entraîneur de football anglais.                                               | 95       | (en)   |
| 2 décembre   | Michel Naudy              | Journaliste et homme politique français.                                                | 60       |        |
| 2 décembre   | Décio Pignatari           | Poète, essayiste et traducteur brésilien.                                               | 85       | (pt)   |
| 2 décembre   | Robert Salen              | Footballeur français.                                                                   | 76       |        |
| 2 décembre   | Azumir Veríssimo          | Footballeur brésilien.                                                                  | 77       | (pt)   |
| 2 décembre   | Paul Pavel                | Acteur français.                                                                        | 92       | (fr)   |
| 3 décembre   | Fiodor Khitrouk           | Animateur et réalisateur d'animation russe.                                             | 95       | (en)   |
| 4 décembre   | Jean Bollack              | Philologue et helléniste français.                                                      | 89       |        |
| 4 décembre   | Miguel Calero             | Footballeur international colombien.                                                    | 41       | (es)   |
| 4 décembre   | Besse Cooper              | Américaine, doyenne de l'humanité.                                                      | 116      |        |
| 4 décembre   | Jonathan Harvey           | Compositeur britannique.                                                                | 73       | (en)   |
| 4 décembre   | Peter Kiesewetter         | Compositeur allemand.                                                                   | 67       | (de)   |
| 4 décembre   | Robert Monclar            | Joueur français de basket-ball.                                                         | 82       |        |
| 5 décembre   | Ignace IV d'Antioche      | Patriarche orthodoxe d'Antioche.                                                        | 91       |        |
| 5 décembre   | Dave Brubeck              | Pianiste de jazz américain.                                                             | 91       |        |
| 5 décembre   | Yves Niaré                | Athlète français, recordman de France du lancer du poids.                               | 35       |        |
| 5 décembre   | Oscar Niemeyer            | Architecte brésilien.                                                                   | 104      |        |
| 5 décembre   | Doug Smith                | Footballeur écossais.                                                                   | 75       | (en)   |
| 6 décembre   | Jean Diederich            | Coureur cycliste luxembourgeois.                                                        | 90       |        |
| 6 décembre   | Alain Gouriou             | Homme politique français.                                                               | 71       |        |
| 6 décembre   | Siegfried Laske           | Peintre péruvien.                                                                       | 81       |        |
| 6 décembre   | Huw Lloyd-Langton         | Guitariste britannique.                                                                 | 61       | (en)   |
| 6 décembre   | Jacques Rigaud            | Haut fonctionnaire et administrateur français, PDG d'RTL de 1980 à 2000.                | 80       |        |
| 7 décembre   | Denis Houf                | Footballeur international belge                                                         | 80       |        |
| 7 décembre   | Marty Reisman             | Pongiste américain                                                                      | 82       | (en)   |
| 7 décembre   | Odette Rousseau           | Pionnière française du parachutisme en chute libre                                      | 85       |        |
| 8 décembre   | Gilbert Beugniot          | Acteur français.                                                                        | 71       | (fr)   |
| 8 décembre   | Michel Slitinsky          | Résistant français                                                                      | 87       | (fr)   |
| 9 décembre   | Daniel Gall               | Comédien français.                                                                      | 74       | (fr)   |
| 9 décembre   | Patrick Moore             | Animateur de télévision et astronome britannique                                        | 89       |        |
| 9 décembre   | Jenni Rivera              | Chanteuse américano-mexicaine                                                           | 43       | (en)   |
| 9 décembre   | Charles Rosen             | Pianiste et musicologue américain                                                       | 85       | (en)   |
| 9 décembre   | Riccardo Schicchi         | Photographe, réalisateur et producteur de films pornographiques italien.                | 59       | (it)   |
| 9 décembre   | Norman Joseph Woodland    | Inventeur américain du code-barres.                                                     | 91       |        |
| 10 décembre  | Iajuddin Ahmed            | Président du Bangladesh de 2002 à 2009.                                                 | 81       | (en)   |
| 10 décembre  | Lisa della Casa           | Soprano suisse.                                                                         | 93       |        |
| 10 décembre  | Albert Hirschman          | Économiste, sociologue américain.                                                       | 97       |        |
| 10 décembre  | Jacques Jullien           | Archevêque français, archevêque de Rennes de 1985 à 1998                                | 83       |        |
| 10 décembre  | Josef Režný               | Musicien tchécoslovaque puis tchèque                                                    | 88       | (cs)   |
| 11 décembre  | Ravi Shankar              | Sitariste indien.                                                                       | 92       |        |
| 11 décembre  | Nicola Simbari            | Peintre italien.                                                                        | 85       | (en)   |
| 11 décembre  | Galina Vichnevskaïa       | Soprano russe.                                                                          | 86       |        |
| 12 décembre  | David Tait                | Joueur anglais de rugby à XV et international écossais de rugby à sept.                 | 25       |        |
| 13 décembre  | Georges Bellec            | Chanteur et artiste peintre français.                                                   | 94       |        |
| 13 décembre  | Maurice Herzog            | Alpiniste et homme politique français.                                                  | 93       |        |
| 14 décembre  | Alida Chelli              | Actrice italienne.                                                                      | 69       | (it)   |
| 14 décembre  | Klaus Köste               | Gymnaste est-allemand.                                                                  | 69       |        |
| 15 décembre  | Olga Zubarry              | Actrice argentine.                                                                      | 82       |        |
| 16 décembre  | Iñaki Lejarreta           | Coureur cycliste espagnol spécialiste de VTT cross-country.                             | 29       |        |
| 16 décembre  | Adam Ndlovu               | Footballeur international zimbabwéen.                                                   | 42       | (en)   |
| 16 décembre  | Mario Ramos               | Auteur d'ouvrages jeunesse belge.                                                       | 54       |        |
| 17 décembre  | Daniel Inouye             | Homme politique américain, Président pro tempore du Sénat des États-Unis.               | 88       |        |
| 17 décembre  | Dina Manfredini           | Américaine, doyenne de l'humanité.                                                      | 115      |        |
| 17 décembre  | Frank Pastore             | Lanceur de baseball américain.                                                          | 55       | (en)   |
| 18 décembre  | Branko Kralj              | Footballeur yougoslave puis croate.                                                     | 88       | (cr)   |
| 18 décembre  | Camil Samson              | Homme politique québécois.                                                              | 77       |        |
| 19 décembre  | Robert Bork               | Juriste américain.                                                                      | 85       |        |
| 19 décembre  | Paul Crauchet             | Comédien français.                                                                      | 92       |        |
| 19 décembre  | Colin Davis               | Pilote automobile britannique.                                                          | 79       | (en)   |
| 19 décembre  | Georges Jobé              | Quintuple champion du monde belge de motocross.                                         | 51       |        |
| 19 décembre  | Keiji Nakazawa            | Mangaka japonais.                                                                       | 73       |        |
| 19 décembre  | Peter Struck              | Homme politique allemand du Parti social-démocrate d'Allemagne.                         | 69       |        |
| 20 décembre  | Leslie Claudius           | Joueur de hockey sur gazon indien.                                                      | 85       | (en)   |
| 20 décembre  | Jimmy McCracklin          | Pianiste et chanteur de blues américain.                                                | 91       | (en)   |
| 21 décembre  | Hamid Belkaïm             | Footballeur international algérien.                                                     | 71       |        |
| 21 décembre  | Lee Dorman                | Bassiste américain.                                                                     | 70       |        |
| 21 décembre  | Lotoala Metia             | Homme politique tuvaluan, ministre des Finances en exercice.                            |          | (en)   |
| 22 décembre  | Ryan Freel                | Joueur américain de baseball.                                                           | 36       |        |
| 22 décembre  | Emidio Greco              | Réalisateur et scénariste italien.                                                      | 74       | (it)   |
| 22 décembre  | Mike Scaccia              | Musicien américain, guitariste du groupe Ministry.                                      | 47       | (en)   |
| 23 décembre  | Guy Cauvin                | Footballeur français.                                                                   | 71       |        |
| 23 décembre  | Jean Kay                  | Aventurier et écrivain français.                                                        | 69       |        |
| 24 décembre  | Richard Rodney Bennett    | Compositeur britannique.                                                                | 76       | (en)   |
| 24 décembre  | Jean-Louis Blèze          | Humoriste français.                                                                     | 85       |        |
| 24 décembre  | Ray Collins (en)          | Chanteur de rock américain (The Mothers of Invention).                                  | 76       |        |
| 24 décembre  | Charles Durning           | Acteur américain.                                                                       | 89       |        |
| 24 décembre  | Kimio Eto                 | Musicien japonais.                                                                      | 87 ou 88 | (en)   |
| 24 décembre  | Jack Klugman              | Acteur américain.                                                                       | 90       |        |
| 25 décembre  | Othmar Schneider          | Skieur alpin autrichien, médaillé d'or et d'argent aux Jeux olympiques d'hiver de 1952. | 84       | (de)   |
| 26 décembre  | Gerry Anderson            | Producteur de séries de télévision britannique.                                         | 83       |        |
| 26 décembre  | Fontella Bass             | Chanteuse américaine.                                                                   | 72       |        |
| 26 décembre  | Étienne Burin des Roziers | Résistant et haut fonctionnaire français.                                               | 99       |        |
| 27 décembre  | Harry Carey Jr.           | Acteur américain.                                                                       | 91       |        |
| 27 décembre  | Maurice Delorme           | Évêque français, évêque auxiliaire émérite de Lyon.                                     | 93       |        |
| 27 décembre  | Norman Schwarzkopf        | Général américain.                                                                      | 78       |        |
| 28 décembre  | Vaclav Drobný             | Footballeur international tchèque.                                                      | 32       |        |
| 28 décembre  | Jon Finch                 | Acteur britannique.                                                                     | 71       |        |
| 28 décembre  | Emmanuel Scheffer         | Entraîneur de football israélien.                                                       | 88       |        |
| 29 décembre  | Guy Borremans             | Photographe québécois.                                                                  | 78       |        |
| 29 décembre  | Tony Greig                | Joueur de cricket anglais.                                                              | 66       | (en)   |
| 29 décembre  | Paulo Rocha               | Réalisateur portugais.                                                                  | 77       |        |
| 29 décembre  | Jean Topart               | Acteur et acteur de doublage français.                                                  | 90       |        |
| 30 décembre  | Rita Levi-Montalcini      | Neurologue italienne, Prix Nobel de physiologie ou médecine 1986.                       | 103      |        |
| 30 décembre  | Barthélémy Mésas          | Footballeur français.                                                                   | 81       |        |
| 31 décembre  | Sergio de Castro          | Peintre français d'origine argentine                                                    | 90       |        |
| 31 décembre  | Béla Csécsei              | Homme politique hongrois.                                                               | 60       | (hu)   |
| 31 décembre  | Susana Dalmás             | Femme politique uruguayenne.                                                            | 64       | (es)   |
| 31 décembre  | Tarek Mekki               | Homme politique tunisien.                                                               | 54       |        |
| 31 décembre  | Louis Phillips            | Footballeur belge.                                                                      | 62       |        |
| 31 décembre  | Jean-Henri Roger          | Cinéaste français.                                                                      | 63       |        |